# يوزيف آداميك
يوزيف آداميك (مواليد 26 فبراير 1942) هو لاعب كرة قدم. يلعب مع منتخب تشيكوسلوفاكيا لكرة القدم. سبق له أن لعب في كأس العالم لكرة القدم مع منتخب بلاده.

## روابط خارجية
- يوزيف آداميك على موقع الاتحاد الدولي (مؤرشف)  (الإنجليزية)
- يوزيف آداميك على موقع الاتحاد الأوربي (الإنجليزية)
- يوزيف آداميك على موقع الاتحاد التشيكي (الإنجليزية)
- يوزيف آداميك على موقع قاعدة بيانات كرة القدم.إي يو (الإنجليزية)
- يوزيف آداميك على موقع ناشيونال فوتبول تيمز (الإنجليزية)
- يوزيف آداميك على موقع عالم كرة القدم.نت (الإنجليزية)